# 滇西囊瓣芹
滇西囊瓣芹（学名：Pternopetalum wolffianum）为伞形科囊瓣芹属的植物，为中国的特有植物。分布于中国大陆的云南等地，生长于海拔2,000米的地区，一般生长在山地丛林中，目前尚未由人工引种栽培。